# Województwo ciechanowskie (1793)

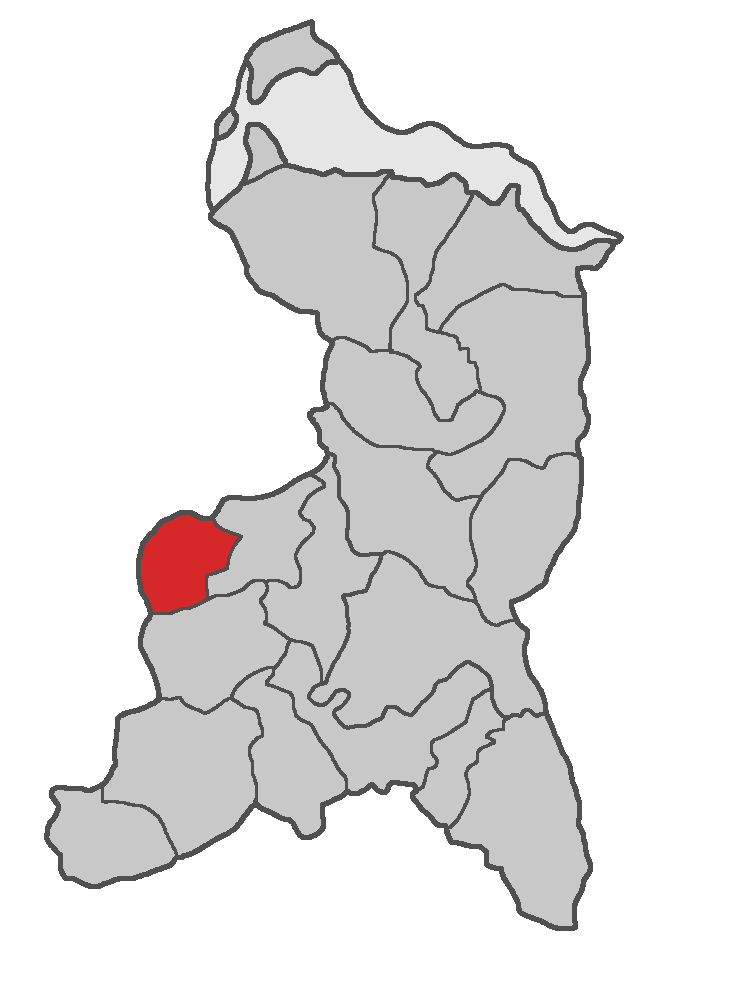
Województwo ciechanowskie na tle województw utworzonych na sejmie grodzieńskim

Województwo ciechanowskie zostało utworzone na sejmie grodzieńskim 23 listopada 1793 r. z
powiatu ciechanowskiego, części sochocińskiego; ziemi zawkrzeńskiej, powiatu raciąskiego, płońskiego, mławskiego, niedzborskiego; ziemi zakroczymskiej, części ziemi wyszogrodzkiej i powiatu sochocińskiego po rzekę Płonnę; ziemi różańskiej i powiatu przasnyskiego. Nie zostało w pełni zorganizowane w związku z rozpoczęciem insurekcji kościuszkowskiej.
Województwo miało mieć w Sejmie dwóch senatorów (wojewodę i kasztelana) i sześciu posłów wybieranych na cztery lata (po dwóch z każdej ziemi). Miało wybierać po: 6 sędziów ziemskich (z ziemi ciechanowskiej 12), 6 komorników ziemskich (z ziemi ciechanowskiej 12), 1 pisarza sądowego ziemskiego (z ziemi ciechanowskiej 2), 9 komisarzy porządkowych (z ziemi ciechanowskiej 18), 3 regentów aktowych (z ziemi zakroczymskiej 2) z każdej ziemi. Sejmiki miały odbywać się: dla ziemi ciechanowskiej w kościele parafialnym w Ciechanowie, dla ziemi zakroczymskiej w kościele parafialnym w Zakroczymiu, dla ziemi różańskiej w kościele parafialnym w Makowie.
Województwo dzieliło się na trzy ziemie:
- ciechanowską – składała się z powiatu ciechanowskiego, części sochocińskiego; ziemi zawkrzeńskiej, powiatu raciąskiego, płońskiego, mławskiego, niedzborskiego
- zakroczymską – składała się z ziemi zakroczymskiej, części ziemi wyszogrodzkiej i powiatu sochocińskiego
- różańską – składała się z ziemi różańskiej i powiatu przasnyskiego.